# Fluorcarmoïta-(BaNa)
La fluorcarmoïta-(BaNa) és un mineral de la classe dels fosfats, que pertany al grup de l'arrojadita.

## Característiques
La fluorcarmoïta-(BaNa) és un fosfat de fórmula química Ba□Na₂Na₂□CaMg13Al(PO₄)11(PO₃OH)F₂. Va ser aprovada com a espècie vàlida per l'Associació Mineralògica Internacional l'any 2015. Cristal·litza en el sistema monoclínic.

## Formació i jaciments
Va ser descoberta al rierol Maremola, a Isallo, Magliolo, a la vall de Maremola Valley (Província de Savona, Ligúria, Itàlia). És l'únic indret on ha estat trobada aquesta espècie mineral.